# Золотая медаль имени И. И. Мечникова
Золотая медаль имени И. И. Мечникова — присуждалась с 1945 за выдающиеся научные труды в области микробиологии, эпидемиологии, зоологии и лечения инфекционных болезней и крупные научные достижения в области биологии.
Медаль учреждена постановлением Совета Народных Комиссаров СССР от 14 мая 1945.

## Список награждённых
| Год  | Награждён                          | За заслуги |
| ---- | ---------------------------------- | --- |
| 1947 | Орбели, Леон Абгарович             | за совокупность работ в области эволюционной физиологии                                                                                                  |
| 1948 | Павловский, Евгений Никанорович    | за совокупность его выдающихся исследований и работ в области паразитологии                                                                              |
| 1949 | Скрябин, Константин Иванович       | за совокупность выдающихся исследований и работ в области гельминтологии                                                                                 |
| 1950 | Лысенко, Трофим Денисович          | за выдающиеся труды в области биологии и развития творческого советского дарвинизма, приведшие к важнейшим практическим результатам в сельском хозяйстве |
| 1951 | Филатов, Владимир Петрович         | за выдающиеся заслуги в области офтальмологии и общей хирургии                                                                                           |
| 1952 | Аничков, Николай Николаевич        | за выдающиеся достижения в области физиологии и патологической анатомии                                                                                  |
| 1953 | Петрищева, Полина Андреевна        | за выдающиеся заслуги в области паразитологии и эпидемиологии трансмиссивных болезней                                                                    |
| 1960 | Опарин, Александр Иванович         | за работу «Происхождение жизни на земле», 1957 |
| 1963 | Шмальгаузен, Иван Иванович         | за совокупность эмбриологоэволюционных работ по проблеме происхождения наземных позвоночных                                                              |
| 1966 | Здродовский, Павел Феликсович      | за совокупность работ в области общей и специальной иммунологии                                                                                          |
| 1970 | Астауров, Борис Львович            | по совокупности научных работ в области экспериментальной генетики и биологии развития                                                                   |
| 1972 | Александров, Владимир Яковлевич    | за серию работ по цитофизиологии |
| 1975 | Иванов, Александр Васильевич       | за серию работ по проблеме происхождения многоклеточных животных                                                                                         |
| 1978 | Гиляров, Меркурий Сергеевич        | за серию работ по проблеме «Закономерности и направления филогенеза»                                                                                     |
| 1981 | Струнников, Владимир Александрович | за цикл работ на тему «Искусственная регуляция пола у тутового шелкопряда»                                                                               |
| 1984 | Скрябин, Георгий Константинович    | за цикл работ на тему «Микробиологическая трансформация органических соединений и биосинтез физиологически активных веществ»                             |
| 1987 | Петров, Рэм Викторович             | за серию работ «Контроль и регуляция иммунного ответа»                                                                                                   |
| 1990 | Уголев, Александр Михайлович       | за серию работ «Открытие мембранного пищеварения и развитие теории эволюции пищеварительных процессов»                                                   |
| 1993 | Соколов, Владимир Евгеньевич       | за совокупность работ по морфологии, экологии и систематике млекопитающих мировой фауны                                                                  |